# Golfo di Milazzo
Il golfo di Milazzo è un'ampia insenatura naturale compresa tra capo Rasocolmo (a est) e capo Milazzo (a ovest), nella costa nord-orientale della Sicilia. Lungo la sua linea di costa insistono i territori di 13 comuni.